# Pablo Garabello
Pablo Garabello (Buenos Aires, Argentina; 3 de septiembre de 1972) es un entrenador de fútbol argentino. Actualmente dirige a Miami United.

## Trayectoria

### Como jugador
Se formó en los clubes San Lorenzo de Almagro, River Plate y Argentinos Juniors. A nivel profesional jugó en la tercera y cuarta división de los Estados Unidos al servicio del Florida Strikers entre 1995 y 1998, a su regreso a la Argentina jugó en 19 oportunidades para San Martín de Burzaco, posteriormente pasa a Barracas Central donde se retira a causa de una lesión en el año 2000.

### En la dirección técnica
Tras su retiro como jugador, llega a River Plate trabajando como formador y de allí pasa realizando la misma labor en un equipo de Irlanda.
Nuevamente de regreso a su país fue asistente técnico de varios clubes de la Primera C, tales como el Club Atlético San Miguel, Argentino de Merlo, Club Atlético Excursionistas. Además de haber dirigido en propiedad a los clubes JJ Urquiza y Alem. Desde 2007 se unió al cuerpo técnico de José Néstor Pekerman al que acompañó en sus pasos por México y la Selección Colombia.
El día 10 de mayo de 2019 Garabello es confirmado como nuevo entrenador del Cúcuta Deportivo de Colombia, ocupando el cargo hasta el 13 de agosto del mismo año.

## Clubes

### Como jugador
| Club                  | País           | Año       |
| --------------------- | -------------- | --------- |
| Florida Strikers      | Estados Unidos | 1995-1998 |
| San Martín de Burzaco | Argentina      | 1999      |
| Barracas Central      | Argentina      | 2000      |

### Como asistente
| Club               | País      | Año       | Asistente De     |
| ------------------ | --------- | --------- | ---------------- |
| San Miguel         | Argentina | ¿?        | Armando González |
| Argentino de Merlo | Argentina | 2005      | Walter Marchesi  |
| Excursionistas     | Argentina | 2006-2007 | Marcelo Pilo     |
| Deportivo Toluca   | México    | 2007-2008 | José Pekerman    |
| Tigres de la UANL  | México    | 2009      | José Pekerman    |
| Selección Colombia | Colombia  | 2012-2018 | José Pekerman    |

### Como entrenador
| Club                 | País      | Año       |
| -------------------- | --------- | --------- |
| JJ Urquiza           | Argentina | 2004-2005 |
| Alem                 | Argentina | 2011      |
| Cúcuta Deportivo     | Colombia  | 2019      |
| Fortaleza CEIF       | Colombia  | 2020      |
| UTC Cajamarca        | Perú      | 2021      |
| Los Chankas          | Perú      | 2022      |
| Deportivo Camioneros | Argentina | 2022      |
| Iztapa               | Guatemala | 2023      |

## Estadísticas como entrenador
Actualizado al último partido dirigido en 2023.
| Equipo                            | Competición                        | Partidos    | Partidos    | Partidos    | Partidos    | Partidos |
| Equipo                            | Competición                        | PD          | PG          | PE          | PP          | Ef       |
| --------------------------------- | ---------------------------------- | ----------- | ----------- | ----------- | ----------- | -------- |
| JJ Urquiza Argentina              |                                    |             |             |             |             |          |
| Cuarta División 2004-05           | Desconocido                        | Desconocido | Desconocido | Desconocido | Desconocido |          |
| Total club                        | --                                 | --          | --          | --          |             |          |
| Alem Argentina                    |                                    |             |             |             |             |          |
| Cuarta División 2011              | 5                                  | 0           | 4           | 1           | 26,67%      |          |
| Total club                        | 5                                  | 0           | 4           | 1           | 26,67%      |          |
| Cúcuta Deportivo · Colombia       |                                    |             |             |             |             |          |
| Primera División 2019             | 5                                  | 2           | 1           | 2           | 46,67%      |          |
| Total club                        | 5                                  | 2           | 1           | 2           | 46,67%      |          |
| Fortaleza CEIF · Colombia         |                                    |             |             |             |             |          |
| Segunda División 2020             | 17                                 | 6           | 6           | 5           | 47,06%      |          |
| Copa Colombia 2020                | 4                                  | 1           | 0           | 3           | 25%         |          |
| Total club                        | 21                                 | 7           | 6           | 8           | 42,86%      |          |
| UTC · Perú                        |                                    |             |             |             |             |          |
| Liga 1 2021                       | 9                                  | 3           | 1           | 5           |             |          |
| Total club                        | 9                                  | 3           | 1           | 5           |             |          |
| Los Chankas · Perú                |                                    |             |             |             |             |          |
| Liga 2 2022                       | 3                                  | 0           | 1           | 2           |             |          |
| Total club                        | 3                                  | 0           | 1           | 2           |             |          |
| Club Deportivo Iztapa · Guatemala | Liga Nacional de Guatemala 2022-23 | 1           | 0           | 0           | 1           | 0%       |
|                                   | Total club                         | 1           | 0           | 0           | 1           | 0%       |
| Consolidado total                 | Consolidado total                  | 41          | 12          | 12          | 17          | 40,86%   |